# Ардашев, Серафим Кузьмич
Серафи́м Кузьми́ч Арда́шев (1927—1981) — Лауреат премии им. Н. Е. Жуковского, специалист в области аэродинамики ракет.

## Биография
В 1951 году окончил Казанский авиационный институт.
В 1951—1981 годах работал в ЦАГИ им. проф. Н. Е. Жуковского. Выполнил большой объём экспериментальных исследований, на основе которых выбирались рациональные параметры компоновок зенитных управляемых ракет. Участвовал в разработке и создании ракетных компоновок «Круг», «Куб», С-300 и др.
Автор более 30 печатных работ и изобретений.
Отмечен государственными наградами.
Умер в 1981 году.